# Heinkel HeS 011
Le Heinkel HeS 011 ou Heinkel-Hirth 109-011, de l'allemand : « Heinkel Strahltriebwerke » (« Moteur à réaction Heinkel »), fut un moteur à réaction innovant de la Seconde Guerre mondiale conçu et fabriqué par le constructeur allemand Heinkel-Hirth Motorenwerke. Il présentait un agencement unique de compresseurs, à partir d'un étage à basse pression dans l'entrée, suivi d'un compresseur diagonal, semblable à un compresseur centrifuge, et d'un compresseur axial à trois étages.
Un grand nombre d'avions à réaction allemands conçus à la fin de la guerre furent étudiés pour utiliser le HeS 011, mais le turboréacteur ne fut pas prêt pour la production en série avant la fin du conflit en Europe, et seul un petit nombre de prototypes furent produits.

## Conception et développement
Junkers débuta le projet de développement d'un moteur à réaction en 1936, sous la direction de Wagner (en) et Müller, qui travaillaient à la conception d'un compresseur axial. En 1940, ils avaient progressé au point d'avoir un prototype fonctionnant à moitié, ne pouvant pas fonctionner par ses propres moyens mais nécessitant une alimentation externe en air comprimé.
Pendant ce temps, Hans Mauch (en), chargé du développement des moteurs au RLM, avait décidé que tout développement de moteur devrait avoir lieu dans des entreprises de moteurs existantes. Conformément à cette nouvelle politique, il força Junkers de se départir de ses équipes internes de moteurs. Junkers fut obligé de se séparer de Müller et de la moitié de l'équipe existante, qui furent heureusement récupérés par Heinkel, qui avait commencé le développement de turboréacteurs allemands lors de la mise à disposition d'un laboratoire pour Hans von Ohain, en 1937. Les deux équipes travaillèrent sur leurs conceptions en parallèle pendant un certain temps, Hans von Ohain sur le projet HeS 8 (ou 109-001), et l'équipe Junkers sur le HeS 30 (109-006). Le préfixe « 109- », attribué par le RLM, a été commun à tous les projets de moteurs à réaction de la Seconde Guerre mondiale en Allemagne, et également pour les moteurs-fusées d'aéronefs avec équipage. Les travaux de Heinkel furent ensuite réorganisés au Hirth Motoren.
Helmut Schelp (en), qui avait succédé à Mauch, estima que le BMW 003 et le Junkers Jumo 004 atteindraient à peu près les mêmes niveaux de puissance lorsqu'ils seraient prêts, soit bien avant les deux projets de Heinkel, et décida donc d'annuler ces deux derniers. Il présenta alors un nouveau plan de développement à trois classes de moteurs; le 003 et 004 étaient des moteurs « de classe 1 », de moins de 1 000 kg de poussée adaptés pour les petits chasseurs, mais dans la réalité, seulement utiles dans des appareils de conception bimoteur. Schelp était beaucoup plus intéressé par le développement d'un moteur « de classe II » de 1 000–2 000 kg, de plus grande puissance, capable de motoriser une large palette de chasseurs avec un seul moteur. Schelp était aussi intéressé de voir adopter l'un de ses projets favoris, le compresseur diagonal. Schelp avait déjà convaincu Heinkel de mener quelques études dans un autre de ses projets favoris, un turbopropulseur bi-compresseur à simple turbine, mais avait renoncé à ce projet et proposé à Heinkel son nouveau concept en compensation.
À certains égards, le HeS 011 peut être considéré comme une combinaison des modèles des deux équipes, associant le compresseur axial à trois étages de l'équipe de Müller, au compresseur centrifuge à un seul étage de von Ohain, les deux étant entraînés par une turbine axiale à deux étages. Ce moteur fonctionnait à des niveaux de poussée plus élevés, à environ 12 kN (1 200 kgp), par opposition à des valeurs d'environ 7,8 à 8,8 kN (800–900 kgp) de poussée pour les 003 et 004 respectivement.
Le 011 partageait deux caractéristiques avec le Jumo 004. Il possédait un moteur deux-temps Riedel monté sur le moteur, fonctionnant comme un APU, (GAP en français), pour lancer l'ensemble mobile lors des démarrages, mais monté au-dessus de l'orifice d'admission dans un capot en tôle préfabriquée par Heinkel, au lieu de l'intérieur du déflecteur d'admission comme pour le 004. La deuxième similarité était la présence d'une buse à géométrie variable à l'échappement, qui, pour le 004 comprenait un corps de restriction de forme variable, les deux se déplaçant d'avant en arrière pour faire varier la poussée. Cette buse était également utilisée pour réduire les contre-pressions dans le moteur pendant les phases de démarrage.
Des études furent également menées pour une version turbopropulseur, le HeS 021, mais la charge de travail chez Heinkel était si élevée que ce projet fut ensuite donné à Daimler-Benz pour être poursuivi.
Les prototypes furent disponibles en 1944 et furent testés à l'aide d'un bombardier Heinkel He 111, le moteur étant fixé sur les points d'emports externes sous le fuselage. Au cours de l'année suivante, presque tous les concepteurs d'avions allemands avaient basé leurs projets sur le 011, très exactement comme cela avait été fait seulement un ou deux ans auparavant avec les projets des nouveaux moteurs à pistons, tels que ceux du programme du bombardier B, bimoteur, basés largement sur le tout aussi expérimental moteur Junkers Jumo 222 de vingt-quatre cylindres. Tout comme les près de trois cents exemplaires construits du complexe et expérimental moteur à pistons Jumo 222, le turboréacteur HeS 011 n'entra jamais en production, avec seulement 19 prototypes construits au total. L'un d'eux fut monté dans le Messerschmitt P.1101, qui avait été saisi par les États-Unis, et qui fut à la base du Bell X-5.
En tout, dix-neuf HeS 011 ont été assemblés. Deux exemplaires sont conservés dans des musées aux États-Unis : l'un au National Museum of the United States Air Force à Dayton, dans l'Ohio, et l'autre au EAA AirVenture Museum (en) à Oshkosh, dans le Wisconsin.